# Кисунько, Василий Григорьевич
 Васи́лий Григо́рьевич Кисунько́ (7 октября 1940 — 10 августа 2010, Москва) — российский искусствовед, киновед и педагог. Кандидат искусствоведения, профессор, заведующий кафедрой гуманитарных наук Московской консерватории.
Член Союзов кинематографистов, журналистов и художников, а также Международной Ассоциации художественных критиков (AICA) (с 2001 года член бюро Российской национальной секции) и Ассоциации искусствоведов. Академик Академии кинематографических искусств «Ника» (2002). Действительный член РАЕН (1997).

## Биография
Сын учёного в области радиоэлектроники Григория Васильевича Кисунько и историка античности Брониславы Исаевны, урождённой Малинкович (26 ноября 1918—12 декабря 2005). Брат — Александр Григорьевич Кисунько (1947—2003) — российский математик и педагог, кандидат физико-математических наук, доцент МИРЭА, директор физико-математической школы МИРЭА, писал стихи. Супруга — И. В. Поздеева, историк-археограф, профессор МГУ.
В 1964 году окончил МГУ им. Ломоносова (кафедра логики механико-математического факультета), в 1967 году — аспирантуру Института философии АН СССР (научный руководитель — П. В. Таванец). В 1981—1982 прошёл научную стажировку в Римском университете у итальянского историка искусства Коррадо Мальтезе. В 1984 году защитил кандидатскую диссертацию под руководством А. Д. Чегодаева.
В 1967—1971 годах заведовал редакцией литературы по эстетике и теории искусства в издательстве «Искусство». Кисунько выступил редактором серии «Семиотические исследования по теории искусства», были изданы две книги, после чего «приказом сверху» выпуск книг серии был прекращён. В 1971—1974 заведовал отделом искусства журнала «Литературное обозрение». В 1974—1987 годах — научный сотрудник сектора эстетики и сектора классического искусства Института истории искусства. В 1992—1994 — редактор журнала «Телерадиоэфир», в 1996—2001 — ред.-консультант журнала «Русская галерея: иллюстрированный журнал по искусству / Государственная Третьяковская галерея».
Со второй половины 1990-х годов сосредоточился на педагогической деятельности. Преподавал с 1962 года, в том числе в Литературном институте имени А. И. Герцена, на Высших сценарных курсах. В 1963—2010 преподавал во ВГИКе (с 1987 года доцент). В 1995—2010 — в Московской консерватории (с 1996 профессор Центра гуманитарного знания, с 2007 года зав. кафедрой гуманитарных наук). С 1998 — во Всероссийском институте повышения квалификации работников радио и телевидения. Вёл курсы по эстетике, истории искусства и культуры. Согласно некрологу кафедры,

Василия Григорьевича знал каждый учащийся Консерватории — и потому, что он преподавал на всех факультетах, и потому, что он умудрялся построить личные отношения с каждым или почти с каждым из своих учеников и учениц. По общему признанию, он был одним из лучших преподавателей истории и теории искусств. <…> В трудные для кафедры годы он делал все, что было в его силах, для того, чтобы гуманитарное образование консерваторцев оставалось на должном уровне.

Скончался от инфаркта. Прощание состоялось в Рахманиновском зале Московской консерватории. Похоронен на Троекуровском кладбище.
Кисунько собрал уникальную библиотеку, в которой было около 40 тысяч томов по философии, теологии и истории церкви, истории, языковедению, литературоведению, искусствознанию. После его смерти супруга подарила часть коллекции различным учреждениям в России и за рубежом. В частности, книги на немецком и польском языках были переданы Новосибирскому городскому центру национальных литератур; около 600 книг советских историков-востоковедов получил Университет Центральной Азии в Бишкеке.
В память Кисунько каждый год в октябре его ученики дают концерт.

## Избранные труды
Автор более 200 статей в журналах «Русская галерея: иллюстрированный журнал по искусству / Государственная Третьяковская галерея», «Искусство», «Художник», «Декоративное искусство СССР», «Юный художник», «Искусство кино», «Вопросы литературы», «Телевидение и радиовещание», а также в научных изданиях.
Как кино- и телевизионный критик и обозреватель публиковался в журналах «Советский экран», «Телевидение и радиовещание», газетах «Книжное обозрение», «Литературная газета», «Советская культура», «Известия» и др.
- Герой и его драматургическое воплощение // Многосерийный телефильм: Истоки, практика, перспектива / ВНИИ искусствознания М-ва культуры СССР / Под ред. Г. В. Михайловой. — М.: Искусство, 1976. — С. 55—78.
- Звуковое богатство: Опыт введения в эстетику радио // Музы XX века: Художественные проблемы средств массовой коммуникации / ВНИИ искусствознания Министерства культуры СССР; Отв. ред. Н. М. Зоркая, Ю. А. Богомолов. — М.: Искусство, 1978.
- Альберт Эйнштейн и гуманитарные аспекты естественнонаучного знания // Искусство и точные науки / ВНИИ искусствознания Министерства культуры СССР / Отв. ред. А. Я. Зись. — М.: Наука, 1979. — С. 246—294.
- О некоторых чертах становления историзма в русской культуре второй половины XIX в. // Взаимосвязь искусств в художественном развитии России второй половины XIX века: Идейные принципы. Структурные особенности / ВНИИ искусствознания М-ва культуры СССР / Отв. ред. Г. Ю. Стернин. — М.: Наука, 1982. — С. 6—59.
- В соавт. с: Наринский М. М. Русско-французские культурные связи (XIX—начало XX века) // Французский ежегодник'1984. — М.: Наука, 1986. — С. 20—33.
- Художественная культура в жизни России второй половины XIX в. // Русская художественная культура второй половины XIX века: Социально-эстетические проблемы. Духовная среда / ВНИИ искусствознания М-ва культуры СССР / Отв. ред. Г. Ю. Стернин. — М.: Наука, 1988. — С. 10—63. — ISBN 5-02-012701-9
- В соавт. с: Ревякин А. В. Европейское Просвещение // История Европы. — Т. 4: Европа Нового времени (XVII—XVIII века). — М.: Наука, 1994. — С. 298—327. — ISBN 5-02-009794-2
- Сальвадор Дали: одиночество на миру. Предисловие к русскому изданию // Гибсон Я. Безумная жизнь Сальвадора Дали. — М.: Арт-Родник, 1998.
- Князь Михаил Петрович Голицын: непрочтённая трагедия забытого коллекционера: Библиографический пролог // Русская галерея: иллюстрированный журнал по искусству. — 1998. — № 2. — С. 90—93.
- Щукин, Морозов и … Исаджанов // Русская галерея: иллюстрированный журнал по искусству. — 1999. — № 1. — С. 50—54.
- В соавт. с: Егоров В. В. Развитие и стагнация советского телевидения (1970—1985 гг.) // Очерки по истории российского телевидения. — М.: Воскресение, 1999. — ISBN 5-88528-248-X